# Krzysztof Hajduk
Krzysztof Hajduk (ur. 21 czerwca 1973 w Krakowie) – polski piłkarz, występujący na pozycji pomocnika, trener piłkarski.

## Życiorys
Wychowanek Cracovii. W latach 1990–1991 zdobył z Cracovią mistrzostwo Polski juniorów. W 1989 roku został przesunięty do drużyny seniorów. W 1996 roku został piłkarzem Hutnika Kraków. W I lidze zadebiutował 14 sierpnia w przegranym 0:2 spotkaniu z Widzewem Łódź. Ogółem w sezonie 1996/1997 rozegrał 20 spotkań w I lidze, ale jego klub spadł wówczas z ligi. W styczniu 1998 roku został zwolniony przez Hutnika na wolny transfer. Od lipca był asystentem trenera Franciszka Surówki w Clepardii Kraków. Na początku 1999 roku powrócił do aktywności zawodniczej, kiedy to został zatrudniony przez Proszowiankę Proszowice. W kwietniu 2000 roku zasilił skład Hetmana Zamość. Na sezon 2001/2002 przeszedł do KS Myszków, jednak po półroczu gry wrócił do Cracovii. Na dalszym etapie kariery występował jeszcze w HEKO Czermno, Naprzodzie Jędrzejów, Piaskowiance Piaski, Bolesławie Bukowno (grający trener) i Dalinie Myślenice. Ponadto pod koniec okresu gry w Dalinie pracował także jako trener. Na początku 2008 roku zakończył karierę piłkarską, a pół roku później, po uzyskaniu awansu do III ligi, zakończył współpracę z Dalinem. Następnie był trenerem Kalwarianki Kalwaria Zebrzydowska, dyrektorem akademii Cracovii i trenerem Radziszowianki Radziszów. W 2021 roku ponownie został szkoleniowcem piłkarzy Dalinu Myślenice.

## Statystyki ligowe
| Sezon         | Klub          | Liga     | Mecze | Gole |
| ------------- | ------------- | -------- | ----- | ---- |
| 1989/1990     | Cracovia      | III liga | 1     | 0    |
| 1990/1991     | Cracovia      | III liga | 20    | 1    |
| 1991/1992     | Cracovia      | II liga  | 10    | 0    |
| 1992/1993     | Cracovia      | III liga | 0     | 0    |
| 1993/1994     | Cracovia      | III liga | 33    | 4    |
| 1994/1995     | Cracovia      | III liga | 31    | 4    |
| 1995/1996     | Cracovia      | II liga  | 30    | 5    |
| 1996/1997     | Hutnik Kraków | I liga   | 20    | 0    |
| 1997/1998 (j) | Hutnik Kraków | II liga  | 0     | 0    |
| 1999/2000 (w) | Hetman Zamość | II liga  | 12    | 3    |
| 2000/2001     | Hetman Zamość | II liga  | 33    | 1    |
| 2001/2002 (j) | KS Myszków    | II liga  | 12    | 0    |
| 2001/2002 (w) | Cracovia      | III liga | 16    | 2    |
| 2002/2003     | Cracovia      | III liga | 31    | 5    |
| 2003/2004 (j) | Cracovia      | II liga  | 4     | 0    |